# Now Apocalypse
Now Apocalypse est une série télévisée américaine créée par Gregg Araki et Karley Sciortino (en), et diffusée du 10 mars au 12 mai 2019 sur la chaine Starz.
En France, la série a été diffusée intégralement le 3 juin 2019 sur le service Starz Play. Elle reste inédite dans tous les autres pays francophones.

## Synopsis
La série suit Ulysses et ses amis — Carly, Ford et Severine — à la recherche de l'amour, du sexe et de la gloire dans la déroutante ville de Los Angeles. Ulysses s'interroge sur le sens de ses étranges rêves : sont-ils la prémonition d'un sombre complot ou les effets d'une consommation excessive de marijuana ?

## Distribution

### Acteurs principaux
- Avan Jogia : Ulysses Zane
- Kelli Berglund : Carly
- Beau Mirchoff (VF : Sébastien Hébrant) : Ford Halstead
- Roxane Mesquida : Severine Bordeaux

### Acteurs récurrents
- Tyler Posey : Gabriel
- Jacob Artist : Isaac
- Desmond Chiam : Jethro
- Chris Aquilino : Kai
- Taylor Gerard Hart : Klaus
- Evan Hart : Lars
- Kevin Daniels (VF : Martin Spinhayer) : Barnabas Powers
- RJ Mitte : Leif
- Grace Victoria Cox (VF : Claire Tefnin) : Amber

## Production
En mars 2018, la chaine Starz commande la série pour dix épisodes de 30 minutes. Tous les épisodes sont coécrits par le réalisateur Gregg Araki et Karley Sciortino (en), qui tient une chronique sur la sexualité sur Vogue.com. La série est produite par Araki, Steven Soderbergh et Gregory Jacobs. La diffusion de la série débute le  10 mars 2019 sur Starz.
La série, dont le titre est un hommage à Apocalypse Now de Francis Ford Coppola, aborde le sujet de la fin du monde. Pour Araki, le thème de la série est proche de celui de The Doom Generation, qu'il a réalisé en 1994. Il précise que plus âgé et sage qu'à l'époque, la série est donc plus « apaisée ». Araki et Sciortino revendiquent l'ouverture d'esprit et le regard « enthousiaste sur le sexe » de Now Apocalypse, présentant un héros bisexuel de couleur et sa meilleure amie travailleuse du sexe. Le personnage de Séverine est écrit pour Roxane Mesquida avec qui Araki a travaillé sur Kaboom.
La série est présentée hors compétition au 2e Festival Canneséries.
Le 15 mars 2019, le site SpoilerTV annonce le renouvellement pour une deuxième saison. Le 26 juillet 2019, Starz annonce toutefois que la série est annulée après une unique saison.

## Épisodes
1. Le commencement de la fin (This is the Beginning of the End)
2. Où ai-je la tête ? (Where is My Mind?)
3. Les lois de l'attraction (The Rules of Attraction)
4. La spirale descendante (The Downward Spiral)
5. Stranger Than Paradise (Stranger Than Paradise)
6. Elle a perdu le contrôle (She's Lost Control)
7. N'importe où hors du monde (Anywhere Out of the World)
8. Plaisirs inconnus (Unknown Pleasures)
9. Loin des yeux, loin du cœur (Disappear Here)
10. Tout a disparu pour toujours (Everything is Gone Forever)

## Accueil
La série obtient 77 % de critiques favorables avec une note moyenne de 6,4 sur 10 sur l'agrégateur Rotten Tomatoes, qui se base sur 31 critiques. Le site évoqué le consensus suivant : « Mariant le style vif du réalisateur Gregg Araki avec d'enivrants complots et allusions littéraires, l'esthétique audacieuse et les réflexions philosophiques de Now Apocalypse peuvent se révéler délibérément trop excentriques et criards pour certains ». Metacritic attribue un score de 64 points à la série, indiquant des « critiques généralement positives » sur la base de 12 critiques.
Pierre Langlais dans Télérama parle d'une « étrange réussite [...] qui assume crânement ses partis pris narratifs et visuels [malgré des] dialogues passables, surjoués par des comédiens qui s’appliquent à prendre l’air idiot ». Pour Matt Zoller Seitz de Vulture l'originalité de la série en fait son intérêt : « il y a tellement d'originalité et d'audace que même lorsque la série ne fonctionne pas, ça fonctionne. ».
Dans Rolling Stone, Alan Sepinwall souligne que Now Apocalypse est centrée sur une esthétique pornographique. Plusieurs critiques relèvent en effet que la série s'intéresse finalement plus aux questions sexuelles qu'à la fin du monde ou à d'éventuels reptiliens,. Dans le Washington Post, Hank Stuever titre même sa critique « Now Apocalypse de Gregg Araki est tellement préoccupée par le sexe qu'elle en oublie d'avoir une apocalypse ».